# Nidwalden
Nidwalden (gsw. Nidwoudä, Nidwaldä; fr. Nidwald; wł. Nidvaldo; rm. Sutsilvania) – kanton w środkowej Szwajcarii. Jego stolicą jest miejscowość Stans. Językiem urzędowym kantonu jest język niemiecki.
Od północy do kantonu przylega Jezioro Czterech Kantonów. Z pozostałych stron Nidwalden jest otoczone górami. Najwyższy szczyt w kantonie to Rotstöckli, liczący 2901 m n.p.m.
W 1291 r. Nidwalden wraz z kantonami Obwalden, Uri i Schwyz utworzyły sojusz, który był pierwszym zalążkiem późniejszej Szwajcarii.

## Demografia
Językami z najwyższym odsetkiem użytkowników są:
- język niemiecki – 92,5%,
- język włoski – 1,4%,
- język serbsko-chorwacki – 1,2%[2].

## Podział administracyjny
Kanton dzieli się na jedenaście gmin (Gemeinde):
| Nazwa gminy     | Liczba mieszkańców 31 grudnia 2021 | Powierzchnia km² |
| --------------- | ---------------------------------- | ---------------- |
| Beckenried      | 3 733                              | 24,25            |
| Buochs          | 5 411                              | 9,96             |
| Dallenwil       | 1 857                              | 15,48            |
| Emmetten        | 1 592                              | 24,92            |
| Ennetbürgen     | 5 061                              | 9,32             |
| Ennetmoos       | 2 287                              | 14,07            |
| Hergiswil       | 5 817                              | 14,30            |
| Oberdorf        | 3 068                              | 16,20            |
| Stans           | 8 137                              | 11,08            |
| Stansstad       | 4 822                              | 9,07             |
| Wolfenschiessen | 2 109                              | 92,70            |